# F.I.S.Co.
F.I.S.Co. (Festival Internazionale sullo Spettacolo Contemporaneo) è stato un progetto a cadenza annuale curato da Xing a Bologna dal 2001 al 2011, che presentava ogni anno un programma trasversale di performance, spettacoli, installazioni,  progetti speciali, happening, momenti di visione e  incontri, in vari luoghi della città. Per sottolineare la sua mobilità alla ricerca delle questioni più innovative e urgenti negli scenari internazionali, in ogni edizione F.I.S.Co.  ha assunto un titolo diverso. Dal 2012 è confluito nel nuovo progetto di Xing: Live Arts Week.

## Missione del progetto
F.I.S.Co. nasce per dare continuità e sviluppo al percorso aperto in Italia sulle nuove forme di spettacolo e sull'innovazione dei linguaggi scenici attuata da una nuova generazione di artisti, collegandosi alle esperienze di Live Arts e Time-Based Arts anglossassoni e di Arts Vivants francesi. Ogni anno ospita le realtà più rappresentative di quella zona di convergenza esistente fra le arti contemporanee: performance, danza, arti visive, teatro, dando spazio ad esperienze di punta della ricerca internazionale più avanzata. F.I.S.Co. vuole fornire ad un pubblico di alto profilo, connotato da una trasversalità generazionale, uno sguardo aggiornato sulla contemporaneità, contribuendo a mantenere vivo un tessuto ricettivo sui fenomeni artistici e di style-life internazionali.

## Edizioni
Dal 2000 al 2011 sono state realizzate undici edizioni del Festival Internazionale sullo Spettacolo Contemporaneo:
- CORPO  SOTTILE [5] (2001)
- NON IO (arte in mancanza di soggetto) (2002)
- DOING (2003)
- YOUR PRIVATE SKY (2004)
- DEFICIT! (2005)
- FIGURA N°[6] (2006)
- TODAY IS OK [7](2007)
- UNIVERSAL COSMIC MURMUR [8] (2008)
- TRIBU' [9](2009)
- (color cane che scappa))))[10](2010)
- segue [11](2011)

## Luoghi Coinvolti
- A Bologna: GAM Galleria d'Arte Moderna di Bologna, Ex Bologna Motori, Ex Conservatoria Registri Immobiliari, Raum, Ebo-Urban Center Esposizioni Bologna, Galleria Accursio, Cineteca di Bologna, Fabrica Features, Cinema Lumière, neon>campobase, Link Project, Cassero/Salara, Sottopasso Ugo Bassi/Marconi, da Gino - L'arte del Barbiere, Cappella Santa Maria dei carcerati, PalaDozza, Sì, Teatro San Leonardo, Osteria del Sole, Teatro delle Celebrazioni, MAMbo, DOM la cupola del pilastro, Sferisterio, Teatro dell'Accademia di Belle Arti, Spazio Carbonesi, Teatro Duse
- A Modena: Teatro Comunale.

## Artisti Coinvolti
- Absalon (IL)
- Aernout Mik (Nl)
- Alessandro Bosetti (IT/DE)
- Alexander Petlura + Open (RU/IT)
- Alice Cattaneo(IT)
- Anna Huber (CH)
- Antonia Baehr (DE/FR)
- Antonija Livingstone/Heather Kravas (CA/US/FR)
- BAROKTHEGREAT vs guests (IT/NL/SE/UK)
- Barbara Manzetti (IT/FR)
- Bobby Baker  (UK)
- Bojana Mladenovic (RS/NL)
- Brainstorming - Camera di Decompressione per Spettatori (IT)
- Brynjar Bandlien (NL)
- Camilla Candida Donzella (IT)
- Claudia Triozzi (FR/IT)
- Compagnia Virgilio Sieni (IT)
- Compagnie 7273 (CH/FR)
- Cristina Rizzo (IT)
- Cuoghi Corsello (IT)
- Cuqui Jerez (ES/DE)
- Darren O'Donnell/Mammalian Diving Reflex (CA)
- Édouard Levé (FR)
- Eija-Liisa Ahtila (FI)
- Elia Suleiman (PS)
- Elodie Pong (CH)
- Erwin Wurm  (AT)
- Eszter Salamon (FR/DE/CH)
- Eva Meyer Keller (SE/DE)
- Fabio Acca (IT)
- Fanny & Alexander (IT)
- Fahim Amir (AF/AU)
- Federico Bacci (IT)
- Fischli  & Weiss (CH)
- Flavio Favelli (IT)
- Forced Entertainment (UK)
- Hans Van Den Broeck/Les Ballets C. De La B. (BE)
- Jan Fabre/Erna Omarsdottir (BE/IS)
- Jan Kopp/*Melk Prod (CH/DE/FR)
- Jennifer Lacey/Nadia Lauro (US/FR)
- Jérôme Bel (FR)
- Jimmie Durham (US)
- John Baldessari (US)
- Joe Kelleher (UK)
- Jonathan Burrows/Matteo Fargion (UK)
- Jordi Colomer (ES/FR)
- Juan Dominguez (ES/DE)
- Katrin Schoof (DE)
- Kinkaleri (IT)
- Krõõt Juurak (EE/AU)
- La Ribot  (ES/CH)
- Lacey/Lauro/Parkins/Cornell (FR/US)
- Laminarie (IT)
- Latifaa Labissi (FR)
- Loïc Touzé/Latifa Laâbissi/Compagnie 391 (FR)
- Luca Vitone (IT)
- Luca Vitone/Cesare Viel (IT)
- MK (IT)
- Marcel Broodthaers (BE)
- Marcello Maloberti (IT)
- Marco Berrettini/*Melk Prod  (FR/CH/T)
- Marco Mazzoni (IT)
- Margareth Kammerer (IT/DE)
- Marie Gilissen (BE)
- Martine Pisani (FR)
- Marzia Migliora (IT)
- Maurizio Mercuri (IT)
- Mette Edvardsen (NL/BE)
- Mette Ingvartsen (DE/DK)
- Michael Fliri (IT)
- Moira Ricci (IT)
- Myriam Gourfink (FR)
- Mårten Spångberg (SE/DE)
- Nature Theater of Oklahoma (US)
- Nico Vascellari (IT)
- Olaf Breuning (CH)
- Residenza di Pensiero (IT/UK)
- Robin Rhode (ZA)
- Rodrigo Garcia (ES)
- Roman Signer (CH)
- Riccardo Benassi  (IT/DE)
- Romeo Castellucci (IT)
- Sinistri/Simionato & Donnachie (IT/AU)
- Stoa - Scuola di movimento fisico e filosofico della Socìetas Raffaello Sanzio (IT)
- Susanna Scarpa (IT)
- Tim Etchells/Forced Entertainment (UK)
- Thomas Lehmen (DE)
- Vincent Dupont/Edna (FR)
- Xavier Le Roy/Eszter Salamon (FR/DE/CZ)
- Yves-Noël Genod (FR)
- Zachary Oberzan (US)
- ZimmerFrei (IT)

## Xing
Xing è un network nazionale che progetta, organizza e sostiene eventi, produzioni e pubblicazioni contraddistinti da uno sguardo interdisciplinare intorno ai temi della cultura contemporanea, con una particolare attenzione alle tendenze generazionali legate ai nuovi linguaggi. A Bologna Xing gestisce uno spazio, RAUM, dedicato al sostegno della produzione culturale contemporanea della città.